# Michael Mayer (musicien)
Pour les articles homonymes, voir Mayer.
Michael Mayer (né le 11 décembre 1971) est un producteur et disc jockey allemand de musique électronique, résidant à Cologne. 

## Biographie
En 1998, Michael Mayer décide de créer un label avec des amis (Wolfgang Voigt, Reinhard Voigt, Jürgen Paape et Jörg Burger). Est ainsi créé Kompakt, un label longtemps synonyme de techno minimale et progressive. Michael Mayer élargit le spectre sonore du label avec diverses sous-divisions (notamment Kompakt Pop, Freiland et Kompakt Extra).
Principale figure de Cologne, il est connu pour ses remixes (Happinness de Superpitcher ou Happy Violentine de Miss Kittin), Michael Mayer sort son premier album studio, Touch, en novembre 2004, son deuxième Mantasy le 22 octobre 2012,,, et son troisième & en 2016. En 2021, il participe à la série de compilations Connecting the Dots.